# MNG Airlines
MNG Airlines (рус. Эм-Эн-Джи Эйрлайнз) — турецкая грузовая авиакомпания, базирующаяся в Стамбуле. Осуществляет регулярные и чартерные грузовые перевозки с Ближнего Востока на Дальний Восток, в США, города Европы и Азии. Основными портами авиакомпании являются Стамбульский Международный аэропорт имени Ататюрка, аэропорт Анталии и аэропорт Брюсселя.

## История
Авиакомпания была создана турецким промышленным магнатом Мехметом Назифом Гуналом в 1996 году в составе холдинга MNG, и начала свою деятельность 30 ноября 1997 года на самолётах Airbus A300. В 1998 году, с открытием рейса из Франкфурта в Торонто начались трансатлантические рейсы, а затем (с 8 ноября 1998 года) и регулярные рейсы в США. С середины 2002 года по 6 февраля 2006 года MNG Airlines осуществляла также пассажирские рейсы на Boeing 737 и McDonnell Douglas MD-82. В 2005 году MNG Airlines получила награду от Airbus за 100%-ю надежность перевозок на 30-летнем Аэробусе A300.

## Направления
По состоянию на август 2012 года MNG Airlines совершает полёты в следующие аэропорты мира:
Великобритания
- Лондон - Международный аэропорт Лутон

Германия
- Кёльн - Международный аэропорт имени Конрада Аденауэра
- Лейпциг - Международный аэропорт Лейпциг/Галле
- Мюнхен - Международный аэропорт имени Франца-Йозефа Штрауса

Голландия
- Амстердам - Международный аэропорт Схипхол

Ливия
- Триполи - Международный аэропорт Триполи-Митига

Россия
- Екатеринбург - Международный аэропорт Кольцово[2]

Турция
- Стамбул - Международный аэропорт имени Ататюрка Базовый порт

Финляндия
- Хельсинки - Международный аэропорт Хельсинки-Вантаа

Франция
- Париж - Международный аэропорт имени Шарля-де-Голля

Туркменистан
- Туркменабат - Международный аэропорт Туркменабат

## Флот
Парк самолётов MNG Airlines состоит из 10 воздушных судов (на январь 2022 года). Средний возраст самолётов - 24,1 года:
- 7 Airbus A300B4-200F (в т.ч. 1 сдан в аренду эфиопской Ceiba Intercontinental
- 3 Airbus A330

Ранее в компании эксплуатировались на пассажирских линиях самолёты McDonnell Douglas MD-82 (2004-2006).